# Понтоппидан, Эрик
Эрик Понто́ппидан (Erik Ludvigsen Pontoppidan, 24 августа 1698[…], Орхус, Дания — 20 декабря 1764[…], Копенгаген, Дания) — датский епископ. Написал истолкование катехизиса Лютера (1737) и роман «Menoza», с религиозной подкладкой, изображающий тщетные странствия по свету одного азиатского принца в поисках истинных христиан. Большую ценность представляют до сих пор его исторические и статистические труды: «Gesta et vestigia Danorum extra Daniam» (о том, что создали датчане вне Дании), «Den danske Atlas» — прекрасное описание Дании, «Bidrag til Norges Naturhistorie» — материалы для естественной истории Норвегии. В последнем сочинении первым в европейской литературе дал подробное описание легендарного кракена.